# Hadrotrichodes waukheon
Hadrotrichodes waukheon är en stekelart som beskrevs av Lasalle 1994. Hadrotrichodes waukheon ingår i släktet Hadrotrichodes och familjen finglanssteklar. Inga underarter finns listade i Catalogue of Life.